# Andrej Jerman
Andrej Jerman (* 30. September 1978 in Tržič) ist ein ehemaliger slowenischer Skirennläufer. Er war auf die Disziplinen Abfahrt und Super-G spezialisiert.

## Biografie
1995 gewann Jerman bei den Europäischen Olympischen Winter-Jugendtagen in Andorra la Vella die Bronzemedaille im Riesenslalom.
Drei Jahre später wurde er Vize-Juniorenweltmeister im Super-G. Seine ersten Rennen im Alpinen Skiweltcup bestritt er in der Saison 1998/99. Neben wenigen Einsätzen im Slalom und einem Rennen im Riesenslalom fährt er im Weltcup hauptsächlich in den Disziplinen Abfahrt und Super-G sowie in der Kombination, bei der er sich in Wengen 2002 erstmals unter den Top 10 klassieren konnte. Die Kombination war zunächst auch die einzige Disziplin, in der er regelmäßig Weltcuppunkte holen konnte.
Seit der Saison 2006/07 fährt Jerman in der Abfahrt sehr stark. Im Dezember 2006 wurde er Zwölfter in Beaver Creek, Neunter in Gröden und Vierter bzw. Neunter bei den Abfahrten in Bormio. Am 23. Februar 2007 gewann er dann die Abfahrt in Garmisch-Partenkirchen. Es war dies der erste Abfahrtssieg eines Slowenen im Weltcup. Einen Tag später belegte er hinter Erik Guay den zweiten Platz. Am 29. Dezember 2009 errang er in der Abfahrt von Bormio seinen zweiten Weltcupsieg. In der Folge konnte er sich nur noch vereinzelt unter den besten zehn platzieren. Verletzungsbedingt musste er fast die gesamte Saison 2011/12 pausieren.
Von 2002 bis 2011 nahm Jerman an allen Olympischen Winterspielen und Weltmeisterschaften am Start. Sein bestes Olympia-Ergebnis war ein 19. Platz in der Kombination in Turin 2006. Bei Weltmeisterschaften erreichte er 2009 in Val-d’Isère mit Platz 12 in der Super-Kombination und Rang 13 in der Abfahrt seine besten Ergebnisse.
Am 26. Januar 2013 stürzte Jerman auf der Streif in Kitzbühel und brach wenig später zusammen. Er wurde nach Erstversorgung mit dem Hubschrauber in das Krankenhaus geflogen, wo eine Gehirnerschütterung diagnostiziert wurde. Drei Tage nach diesem Unfall gab er seinen sofortigen Rücktritt bekannt.

## Erfolge

### Olympische Spiele
- Salt Lake City 2002: 21. Super-G, 28. Abfahrt
- Turin 2006: 19. Kombination, 28. Abfahrt, 28. Super-G
- Vancouver 2010: 27. Super-Kombination, 28. Abfahrt

### Weltmeisterschaften
- St. Moritz 2003: 15. Kombination, 28. Abfahrt, 30. Super-G
- Bormio 2005: 15. Kombination, 17. Super-G, 20. Abfahrt
- Åre 2007: 17. Abfahrt, 21. Super-Kombination, 23. Super-G
- Val-d’Isère 2009: 12. Super-Kombination, 13. Abfahrt, 25. Super-G
- Garmisch-Partenkirchen 2011: 16. Super-G, 17. Abfahrt

### Weltcup
- 4 Podestplätze, davon 2 Siege:

| Datum             | Ort                    | Land        | Disziplin |
| ----------------- | ---------------------- | ----------- | --------- |
| 23. Februar 2007  | Garmisch-Partenkirchen | Deutschland | Abfahrt   |
| 29. Dezember 2009 | Bormio                 | Italien     | Abfahrt   |

### Weltcupwertungen
| Saison  | Gesamt | Gesamt | Abfahrt | Abfahrt | Super-G | Super-G | Kombination | Kombination |
| Saison  | Platz  | Punkte | Platz   | Punkte  | Platz   | Punkte  | Platz       | Punkte      |
| ------- | ------ | ------ | ------- | ------- | ------- | ------- | ----------- | ----------- |
| 2001/02 | 63.    | 86     | –       | –       | 44.     | 4       | 3.          | 82          |
| 2002/03 | 52.    | 140    | 28.     | 70      | 35.     | 25      | 11.         | 45          |
| 2003/04 | 124.   | 11     | 48.     | 11      | -       | -       | -           | -           |
| 2004/05 | 111.   | 24     | -       | -       | -       | -       | 11.         | 24          |
| 2005/06 | 83.    | 55     | 38.     | 25      | -       | -       | 26.         | 30          |
| 2006/07 | 24.    | 366    | 6.      | 339     | 33.     | 18      | 44.         | 9           |
| 2007/08 | 16.    | 500    | 7.      | 265     | 17.     | 124     | 9.          | 111         |
| 2008/09 | 34.    | 225    | 16.     | 174     | 23.     | 50      | 51.         | 1           |
| 2009/10 | 30.    | 243    | 11.     | 173     | 22.     | 70      | –           | –           |
| 2010/11 | 45.    | 178    | 18.     | 156     | 38.     | 22      | –           | –           |
| 2011/12 | 129.   | 10     | 47.     | 10      | -       | -       | –           | –           |

### Juniorenweltmeisterschaften
- Hoch-Ybrig 1996: 20. Super-G, 26. Abfahrt
- Schladming 1997: 21. Riesenslalom
- Megève 1998: 2. Super-G, 8. Abfahrt, 15. Riesenslalom

### Weitere Erfolge
- 2 slowenische Meistertitel (Super-G 2002 und 2011)
- 2 Siege in FIS-Rennen